# Pyeonghwa Zunma
Der Zunma ist eine Stufenhecklimousine der Oberklasse und wird seit 2008 von der nordkoreanischen Pyeonghwa Motor Plant hergestellt.
Als Ergebnis einer dreijährigen Zusammenarbeit mit der SsangYong Motor Company präsentierte  das Unternehmen 2004 seine eigene Variante des SsangYong Chairman H unter dem Namen Junjie, welcher später von einem anderen Modell übernommen wurde. In der koreanischen Schreibweise sind beide allerdings identisch. Zunächst blieb der Junjie nur ein Konzeptfahrzeug, welches im Verkaufspavillon zu besichtigen war. Erst einer zunehmenden Anzahl von Anfragen entschloss man sich dann schließlich, das Modell im März 2005 in einer Kleinserie aufzulegen. Hier bekam das Modell für die westliche Schreibweise einen neuen Namen und rangierte von nun an als Zunma in der Modellpalette.
Anders als sein südkoreanisches Schwestermodell, welches in der Oberklasse angesiedelt ist, vertritt der Zunma lediglich die Mittelklasse. Anstatt Holzdekor und edler Ledersitze ist der Zunma nur mit Plastik und stoffbezogenen Sitzen erhältlich. Angeboten wird der Zunma im gesamten Pyeonghwa-Verkaufsraum als Billigalternative zum Chairman H. Mittlerweile erhielt dieser aber einen Generationenwechsel und ist seither nicht mehr als Konkurrenz vertreten. Angetrieben wird der Zunma von einem Fiat-Ottomotor, der eine Leistung von 152 kW (207 PS) bei einem Hubraum von 2799 cm³ hat.